# Diapaga (département)
Diapaga  est un département et une commune urbaine du Burkina Faso, situé dans la province de la Tapoa et la région de l'Est. En 2012, le département comptait 33 215 habitants.

## Villes et villages
Le département comprend une petite ville chef-lieu (populations actualisées en 2006) :
- Diapaga (8 400 habitants), subdivisée en six secteurs

et dix-neuf villages :
- Bagali (1 176 habitants)
- Barpoa (2 022 habitants)
- Fouamboanli (248 habitants)
- Gama (595 habitants)
- Kanda (1 595 habitants)
- Kogdangou (961 habitants)
- Koryombo (1 372 habitants)
- Koutchagou (1 538 habitants)
- Mangou (5 114 habitants)
- Olaro (1 314 habitants)
- Pampani (1 863 habitants)
- Pembiga (676 habitants)
- Pemboanga-de-Namounou (603 habitants)
- Pemboanga-de-Partiaga (1 251 habitants)
- Tangali (575 habitants)
- Tapoa-Barrage (1 098 habitants)
- Tapoa-Djerma (1 472 habitants)
- Tontolbouli  (707 habitants)
- Tounga (635 habitants)